# Aporocidaris fragilis
Aporocidaris fragilis is een zee-egel uit de familie Ctenocidaridae.
De wetenschappelijke naam van de soort werd in 1907 gepubliceerd door Alexander Agassiz & Hubert Lyman Clark.